# 林家竹丸
林家 竹丸（はやしや たけまる、1965年（昭和40年）8月1日 - ）は、落語家。上方落語協会会員。よしもとクリエイティブ・エージェンシー所属。本名∶前田 仁。

## 来歴
1965年（昭和40年）8月、兵庫県宝塚市に生まれる。1978年（昭和53年）4月、大阪教育大学附属池田中学校に入学。この頃から落語に関心を持ち始める。
1989年（平成元年）4月、神戸大学経済学部を卒業し、NHKに入局。徳島・大阪で取材記者として勤務する。
1995年（平成7年）8月、NHKを退局し、4代目林家染丸に入門、7番弟子となる。2006年（平成18年）、産経新聞社主催の「第43回なにわ芸術祭」で新人奨励賞を受賞。
2011年（平成23年）、京都造形芸術大学文芸表現学科の講師に就任し、伝統芸能の講座を担当する。
2015年（平成27年）、NHK連続テレビ小説 『あさが来た』 に大阪商人「天神屋」役で出演（2016年4月放送終了）。放映終了半年後の10月からは、ドラマの主人公だった広岡浅子を題材にした創作落語 『負けへんで～広岡浅子奮闘記～』の口演を開始した。